# Tabăra de refugiați Khan Yunis
Tabăra de refugiați Khan Yunis (în arabă مخيم خان يونس, ortografiat și Tabăra de refugiați Khan Younis), este o tabără de refugiați palestinieni din guvernoratul Khan Yunis, situată la vest de orașul Khan Yunis și la doar doi kilometri est de țărmul Mării Mediterane din sudul Fâșiei Gaza. În timp ce UNRWA consideră că circa 84.325 refugiați palestinieni trăiau în tabără în 2017, Biroul Central de Statistică Palestinian a înregistrat o populație de 41.182 de locuitori în recensământul din același an.
Tabăra Khan Yunis a fost înființată după războiul arabo-israelian din 1948, găzduind circa 35.000 de refugiați palestinieni. Pe 3 noiembrie 1956, tabăra și orașul Khan Yunis au fost ocupate de armata israeliană. În operațiunea militară care a urmat, circa 275 de palestinieni au fost uciși, inclusiv 140 de refugiați din tabără. Locuitorii au declarat că majoritatea victimelor au fost ucise după sfârșitul ostilităților, în timp ce soldații israelieni percheziționau locuințele în căutarea suspecților palestinieni înarmați. Totuși, autoritățile israeliene au afirmat că decesele au fost rezultatul rezistenței armate opuse de locuitorii taberei de refugiați.
Conform UNRWA, mulți din locuitorii taberei și-au pierdut casele ca urmare a operațiunilor militare israeliene. UNRWA a început eforturile de reconstrucție la începutul anilor 2000, dar lucrările au fost în mare parte oprite ca urmare a blocadei impuse de Israel împotriva Fâșiei Gaza după preluarea de către Hamas a teritoriului. UNRWA consideră că cel puțin 10.000 de locuințe necesită să fie reconstruite.

## Locuitori notabili
- Mohammed Assaf